# Unione Sportiva Anconitana 1945-1946
Questa voce raccoglie le informazioni riguardanti la Unione Sportiva Anconitana nelle competizioni ufficiali della stagione 1945-1946.

## Stagione
Per la Divisione Nazionale 1945-1946 fu incluso nel campionato Centro-Sud. Il club chiuse all'11º e ultimo posto.

## Rosa
| N. |                   | Ruolo | Calciatore        |
| -- | ----------------- | ----- | ----------------- |
|    | Italia (bandiera) | P     | Giovanni Busani   |
|    | Italia (bandiera) | P     | Araldo Collesi    |
|    | Italia (bandiera) | D     | Renato Pierani    |
|    | Italia (bandiera) | D     | Ferruccio Ratti   |
|    | Italia (bandiera) | D     | Giovanni Tombesi  |
|    | Italia (bandiera) | C     | Renato Barberini  |
|    | Italia (bandiera) | C     | Ennio Battistelli |
|    | Italia (bandiera) | C     | Achille Piccini   |
|    | Italia (bandiera) | C     | Giovanni Renzi    |

| N. |                   | Ruolo | Calciatore          |
| -- | ----------------- | ----- | ------------------- |
|    | Italia (bandiera) | C     | Giuseppe Varoli     |
|    | Italia (bandiera) | A     | Rutilio Baldoni     |
|    | Italia (bandiera) | A     | Emilio Conti (I)    |
|    | Italia (bandiera) | A     | Serafino Conti (II) |
|    | Italia (bandiera) | A     | Alfredo Diotalevi   |
|    | Italia (bandiera) | A     | Fernando Gualtieri  |
|    | Italia (bandiera) | A     | Serafino Romani     |
|    | Italia (bandiera) | A     | Rolando Rossi       |
|    | Italia (bandiera) | A     | Amilcare Trevisani  |

## Statistiche

### Statistiche di squadra
| Competizione                     | Punti | Totale | Totale | Totale | Totale | Totale | Totale |
| Competizione                     | Punti | G      | V      | N      | P      | Gf     | Gs     |
| -------------------------------- | ----- | ------ | ------ | ------ | ------ | ------ | ------ |
| Divisione Nazionale - Centro-Sud | 9     | 20     | 3      | 3      | 14     | 12     | 41     |
| Totale                           | 9     | 20     | 3      | 3      | 14     | 12     | 41     |